# Revmatologija
Revmatologija je veja medicine, ki deluje na področju zdravljenja bolezni sklepov in kosti.
Zdravnik-specialist, ki deluje na tem področju, se imenuje revmatolog.